# Гражданинът Кейн
„Гражданинът Кейн“ (на английски: Citizen Kane) е американски игрален филм от 1941 г., режисиран от Орсън Уелс, който също е съсценарист, заедно с Херман Манкевич, и изпълнител на главната роля. Това е първата филмова лента на Уелс, считана за „за най-добрият филм на всички времена“.
Произведението представя живота и кариерата на медийния магнат мегаломан Чарлз Фостър Кейн (изигран от Уелс), чийто персонаж до голяма степен е базиран на реално съществувалите медийни магнати Уилям Рандолф Хърст и Джоузеф Пулицър, и на чикагските магнати Самюъл Инсъл и Харолд Маккормък. Започвайки в издателския бранш с идеалистична настройка за служба на обществото, героят на Кейн постепенно се превръща в безскрупулен преследвач на власт и облаги. След излизането на филма бизнесменът Хърст забранява споменаването на заглавието му във всичките притежавани от него вестници.
Въпреки че в началото „Гражданинът Кейн“ не донася задоволителен финансов дивидент, произведението получава положителни акламации от критиката. Филмът е сред основните заглавия на 14-ата церемония по връчване на наградите „Оскар“ с номинации за награда в 9 категории, включително за „Най-добър филм“, печелейки „Оскар за най-добър оригинален сценарий“.
През 1989 година филмът е в първата група произведения, избрани като културно наследство за опазване в Националния филмов регистър към Библиотеката на Конгреса на САЩ. Авторитетното списание „Empire“ включва произведението сред първите 50 в списъка си „500 най-велики филма за всички времена“.

## Сюжет
В богато имение възрастен мъж лежи на смъртно легло. В ръцете му има стъклена топка със снежен пейзаж. Той произнася думата „роузбъд“ (Rosebud – розова пъпка) преди да изпусне играчката и да почине. Некролог във формата на кинохроника разказва историята на живота на богатия медиен магнат Чарлз Фостър Кейн – неговите бизнес начинания и строежа на пищното му лично имение Ксанаду, където изживява своите последни години. Смъртта на милионера е световноизвестна новина и продуцентът на кинохрониката дава задача на репортера Джери Томпсън да открие значението на думата „роузбъд“. Намира петима души, познавали, обичали или мразили Кейн. От техните думи се очертава един противоречив и различен портрет на мултимилионера. В крайна сметка думата остава загадка, която само самият Кейн разбира.

## В ролите
| Изпълнител      | Роля                                             |
| --------------- | ------------------------------------------------ |
| Орсън Уелс      | Чарлз Фостър Кейн, вестникарски магнат           |
| Джоузеф Котън   | Джидида Лилънд                                   |
| Дороти Къмингор | Сюзън Александър Кейн, втората съпруга на Кейн   |
| Еверет Слоун    | г-н Бърнстайн                                    |
| Рей Колинс      | Джим У. Гетис                                    |
| Уилям Ейлънд    | Джери Томпсън                                    |
| Джордж Колорис  | Уолтър Паркс Тачър                               |
| Агнес Мурхед    | Мери Кейн, майката на Кейн                       |
| Хари Шанън      | Джим Кейн, бащата на Кейн                        |
| Рут Уоруик      | Емили Монро Нортън Кейн, първата съпруга на Кейн |
| Пол Стюарт      | Реймънд, иконома                                 |